# Cellule HEp-2
Le Cellule HEp-2 sono cellule epiteliali di carcinoma della laringe umana. Sono utilizzate per la diagnostica di laboratorio per la ricerca degli anticorpi autoimmuni ed in particolare degli anticorpi anti nucleo (ANA). Questo particolare tipo di cellule rappresenta il substrato d'elezione per la ricerca degli anticorpi autoimmuni con la tecnica dell'immunofluorescenza indiretta in quanto, per la loro natura tumorale, presentano un rapporto nucleo/citoplasma molto alto ed esprimono numerosi antigeni cellulari.